# 萩原天神駅
萩原天神駅（はぎはらてんじんえき）は、大阪府堺市東区日置荘原寺町にある、南海電気鉄道高野線の駅。駅番号はNK62。利用者からは「萩天」（はぎてん）の略称で親しまれている。

## 歴史
- 1912年（大正元年）10月10日：高野登山鉄道の西村駅（現・初芝駅） - 狭山駅間に新設。
- 1915年（大正4年）4月30日：社名変更により大阪高野鉄道の駅となる。
- 1922年（大正11年）9月6日：会社合併により南海鉄道の駅となる。
- 1944年（昭和19年）
  - 6月1日：会社合併により近畿日本鉄道の駅となる。
  - 9月4日：当駅をオーバーランした長野（現・河内長野）発難波行き各駅停車がホームまで引き返した際に後続の三日市町発難波行き急行と衝突。両電車とも大破し5名死亡。
- 1947年（昭和22年）6月1日：路線譲渡により南海電気鉄道の駅となる。
- 1968年（昭和43年）8月5日：構内踏切を廃し、跨線橋を設ける[1]。
- 2007年（平成19年）9月20日：ベビーカーの取っ手を挟んだまま発車する事故が発生する。
- 2012年（平成24年）4月1日：駅ナンバリングが導入され、使用を開始[2][3]。

## 駅構造
相対式2面2線のホームを持つ地平駅である。ホーム有効長は1番線ホームは6両、2番線ホームは8両。駅舎は高野山方面乗り場北側（なんば寄り）にあり、互いのホームは跨線橋で繋がっている。無人駅のため窓口は封鎖されている。

### のりば
| のりば | 路線   | 方向 | 行先       |
| ------ | ------ | ---- | ---------- |
| 1      | 高野線 | 下り | 高野山方面 |
| 2      | 高野線 | 上り | なんば方面 |

## 利用状況
2019年（令和元年）度の1日平均乗降人員は7,550人（乗車人員：3,830人、降車人員：3,720人）で、南海全100駅中41位である。
各年次の1日平均乗降・乗車人員数の推移は下表の通り。
| 年次               | 1日平均 乗降人員 | 1日平均 乗車人員 | 順位 | 出典   |
| ------------------ | ---------------- | ---------------- | ---- | ------ |
| 1990年（平成02年） | 8,384            | 4,349            | -    | [ 6 ]  |
| 1991年（平成03年） | 8,534            | 4,431            | -    | [ 7 ]  |
| 1992年（平成04年） | 8,297            | 4,321            | -    | [ 8 ]  |
| 1993年（平成05年） | 8,209            | 4,290            | -    | [ 9 ]  |
| 1994年（平成06年） | 8,114            | 4,254            | -    | [ 10 ] |
| 1995年（平成07年） | 8,130            | 4,258            | -    | [ 11 ] |
| 1996年（平成08年） | 8,019            | 4,204            | -    | [ 12 ] |
| 1997年（平成09年） | 7,917            | 4,203            | -    | [ 13 ] |
| 1998年（平成10年） | 8,061            | 4,310            | -    | [ 14 ] |
| 1999年（平成11年） | 7,430            | 4,011            | -    | [ 15 ] |
| 2000年（平成12年） | 7,185            | 3,878            | -    | [ 16 ] |
| 2001年（平成13年） | 7,205            | 3,883            | -    | [ 17 ] |
| 2002年（平成14年） | 7,462            | 4,005            | -    | [ 18 ] |
| 2003年（平成15年） | 7,654            | 4,025            | -    | [ 19 ] |
| 2004年（平成16年） | 7,604            | 4,010            | -    | [ 20 ] |
| 2005年（平成17年） | 7,605            | 3,994            | 39位 | [ 21 ] |
| 2006年（平成18年） | 7,541            | 3,947            | -    | [ 22 ] |
| 2007年（平成19年） | 7,464            | 3,900            | -    | [ 23 ] |
| 2008年（平成20年） | 7,467            | 3,884            | -    | [ 24 ] |
| 2009年（平成21年） | 7,260            | 3,775            | -    | [ 25 ] |
| 2010年（平成22年） | 7,332            | 3,819            | -    | [ 26 ] |
| 2011年（平成23年） | 7,292            | 3,783            | 40位 | [ 27 ] |
| 2012年（平成24年） | 7,253            | 3,740            | -    | [ 28 ] |
| 2013年（平成25年） | 7,276            | 3,723            | 41位 | [ 29 ] |
| 2014年（平成26年） | 7,147            | 3,640            | 42位 | [ 30 ] |
| 2015年（平成27年） | 7,264            | 3,737            | 42位 | [ 31 ] |
| 2016年（平成28年） | 7,354            | 3,777            | 42位 | [ 32 ] |
| 2017年（平成29年） | 7,416            | 3,798            | 42位 | [ 33 ] |
| 2018年（平成30年） | 7,523            | 3,857            | 42位 | [ 34 ] |
| 2019年（令和元年） | 7,550            | 3,830            | 41位 | [ 35 ] |

## 駅周辺
小規模な小売施設や集合住宅が立ち並び小ぢんまりとしている。
- 萩原神社（はぎわらじんじゃ） - 駅名の由来で、駅西側にある。
- 堺市東区役所 - 駅東側にある。東保健センター、東老人福祉センターを併設。
- 堺市消防局東消防署
- 堺市立日置荘中学校
- 堺市立日置荘小学校
- 日本神の教会連盟南堺キリスト教会

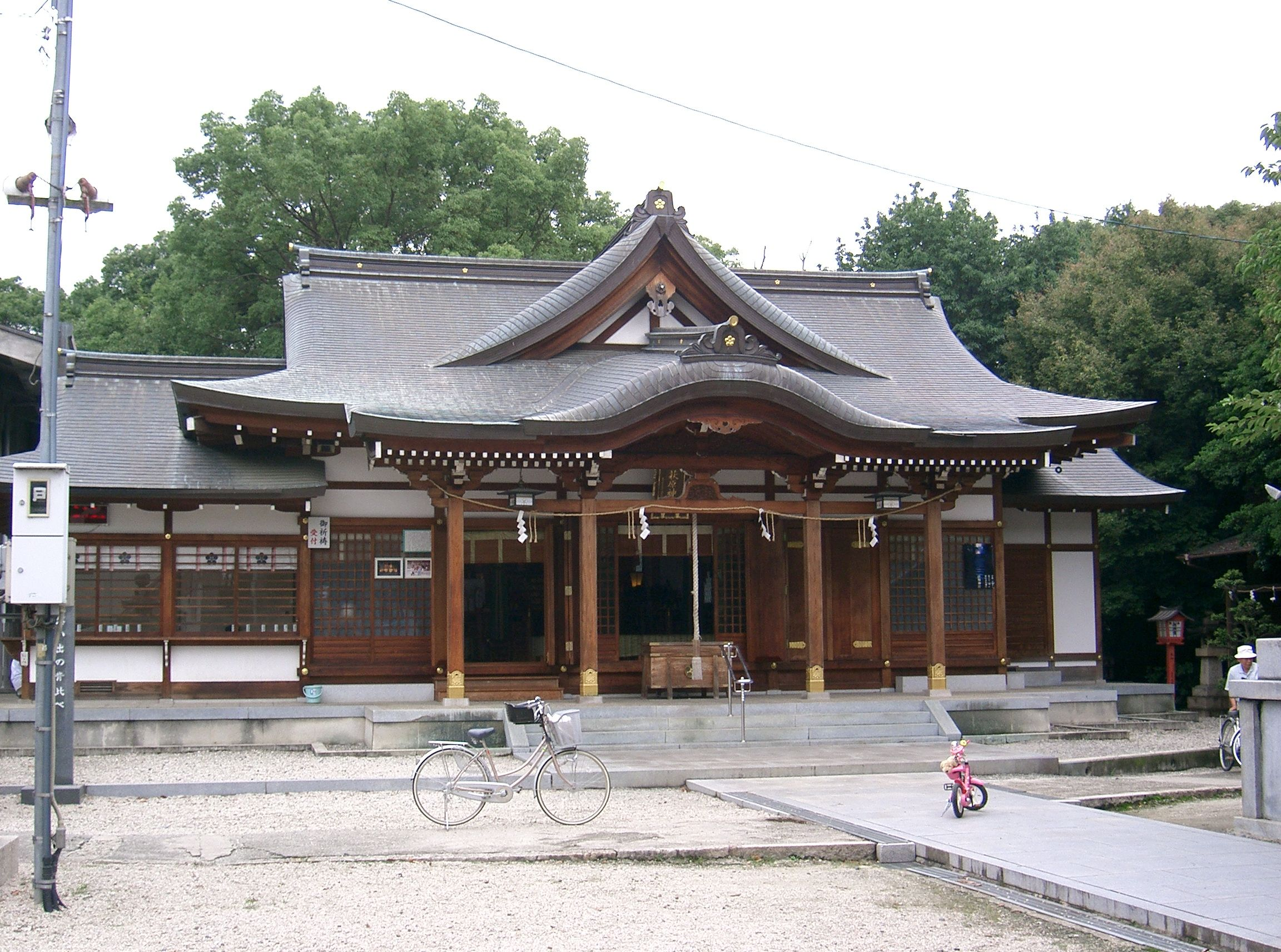
萩原神社

## 隣の駅
南海電気鉄道
 高野線
■快速急行・■急行・■区間急行
通過
■準急・■各停
初芝駅 (NK61) - 萩原天神駅 (NK62) - 北野田駅 (NK63)